# Nhà hát Châtelet

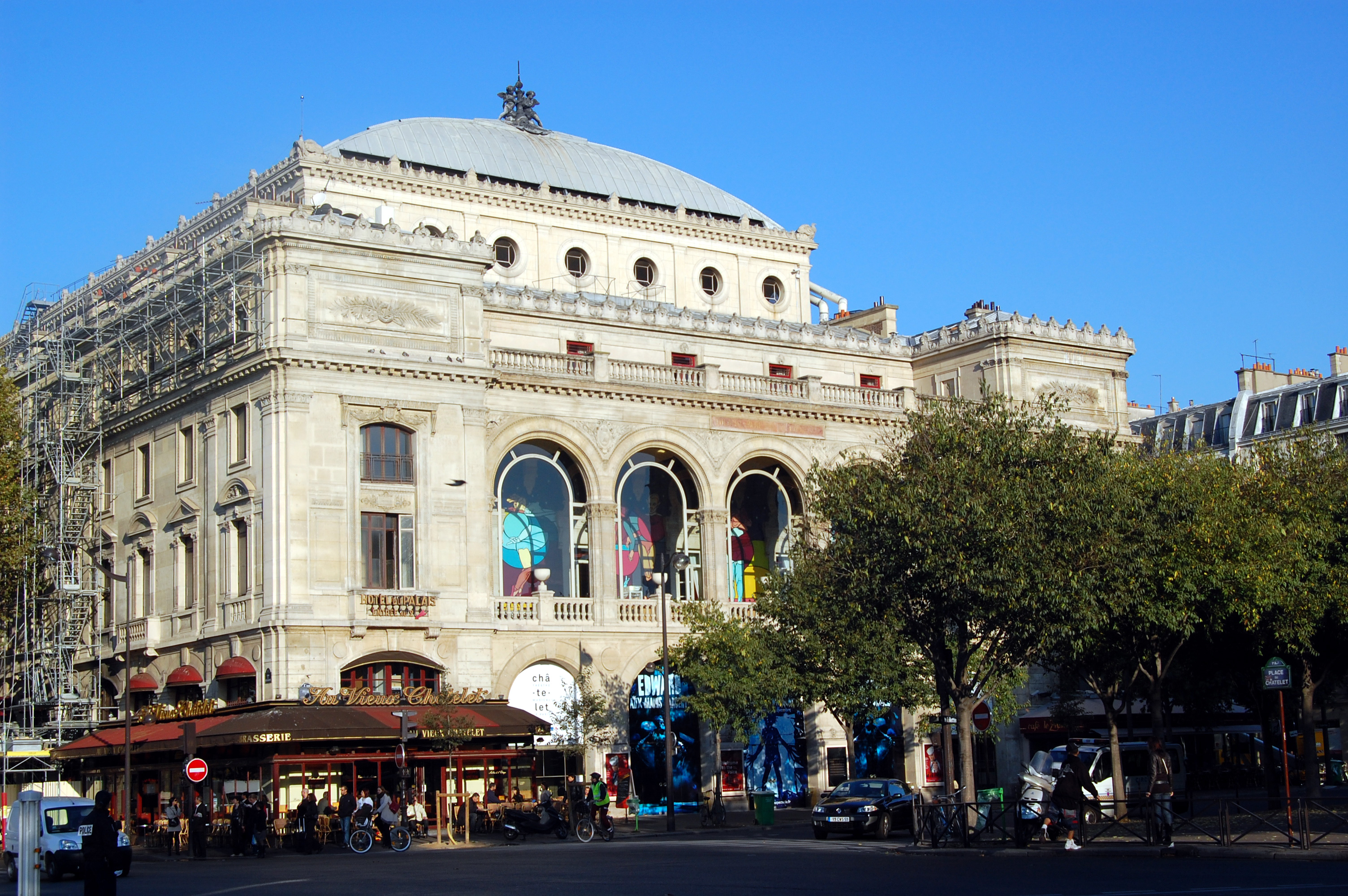
Nhà hát Châtelet

Nhà hát Châtelet (tiếng Pháp: Théâtre du Châtelet) là nhà hát của thành phố Paris, nằm tại số 1 quảng trường cùng tên, thuộc Quận 1. Được mở cửa từ năm 1862, trong suốt thế kỷ 20, nhà hát Châtelet là một địa điểm nghệ thuật quan trọng của thành phố. Đến năm 1980, nhà hát thuộc về chính quyền Paris.
Hiện nay, nhà hát Châtelet, với 2300 chỗ ngồi, được dành cho nhiều loại hình nghệ thuật, đặc biệt là opera và hòa nhạc. Châtelet còn là nơi diễn ra lễ trao giải César của điện ảnh vào khoảng cuối tháng 2, đầu tháng 3 hàng năm.
| Métro Paris | Bến tàu điện ngầm: Châtelet |

## Lịch sử

### Cuối thế kỷ 19
Nhà hát Châtelet được xây dựng trong khoảng 1860 tới 1862 do kiến trúc sư Gabriel Davioud thiết kế theo yêu cầu của Nam tước Haussmann. Ngày 19 tháng 8 năm 1862, với sự có mặt của hoàng hậu Eugénie, nhà hát công diễn lần đầu tiên. Vào thời điểm đó, sân khấu nhà hát Châtelet rộng nhất thành phố Paris, kích thước 24 x 35 m, và 2.500 chỗ ngồi. Châtelet cũng nổi bật với thiết âm học tốt, nhờ các ván sàn, ghế ngồi gỗ và vòm thủy tinh cho phép phản dội âm thanh. Vị trí thuận lợi, gần trạm tàu điện đại lộ Victoria và bến Bateau-Mouche, giúp nhà hát thu hút một lượng lớn công chúng vào cuối thế kỷ 19. Châtelet cũng đi đầu trong việc áp dụng những hiệu ứng, máy móc hỗ trợ cho trình diễn.
Ngay từ ban đầu, nhà hát Châtelet đã không gắn bó với bất kỳ trường phái kịch nào. Năm 1863, Frédérick Lemaître diễn xuất trong vở Don César de Bazan của Jules Massenet trên sân khấu Châtelet. Tiếp theo đó, nhà hát dựng rất nhiều tác phẩm của những tác giả nổi danh như Alexandre Dumas với Vingt Ans après, La Reine Margot, Emile Zola với Germinal, L'Assommoir, Paul Féval với Le Bossu hay Eugène Sue với Le Juif errant. Các vở Le Tour du monde en quatre-vingts jours (Tám mươi ngày vòng quanh thế giới) và Michel Strogoff (Michel Strogoff) từng xuất hiện nhiều lần trên các áp phích của nhà hát Châtelet cho tới tận dầu Thế chiến thứ hai.
Từ 1873, Châtelet giữ vai trò địa điểm quan trọng của đời sống âm nhạc Pháp khi dàn nhạc giao hưởng Concerts Colonne đặt tại đây. Édouard Colonne chỉ hay dàn nhạc này cho tới khi mất vào năm 1910. Nhà hát Châtelet đã giới thiệu với công chúng Paris các tác phẩm của những nhạc sĩ lớn giai đoạn đó như Bizet, Camille Saint-Saëns, Édouard Lalo, Jules Massenet, Ravel... cũng như những nhà soạn nhạc thời kỳ trước: Felix Mendelssohn, Richard Wagner, Franz Liszt, Robert Schumann, Johannes Brahms... Các nhạc sĩ Tchaikovsky, Grieg, Strauss hay Debussy cũng từng tới nhà hát Châtelet để chỉ huy trình diễn tác phẩm của chính họ. Năm 1900, Gustav Mahler cùng Dàn nhạc giao hưởng Wien lần đầu biển diễn ở Pháp cũng tại Châtelet.
Không chỉ sân khấu và âm nhạc, Georges Méliès đã thực hiện hai cảnh phim của Les Quatre Cents Coups vào năm 1906 ở nhà hát Châtelet. Châtelet cũng có một đoàn múa ba lê riêng của mình.

### Thế kỷ 20

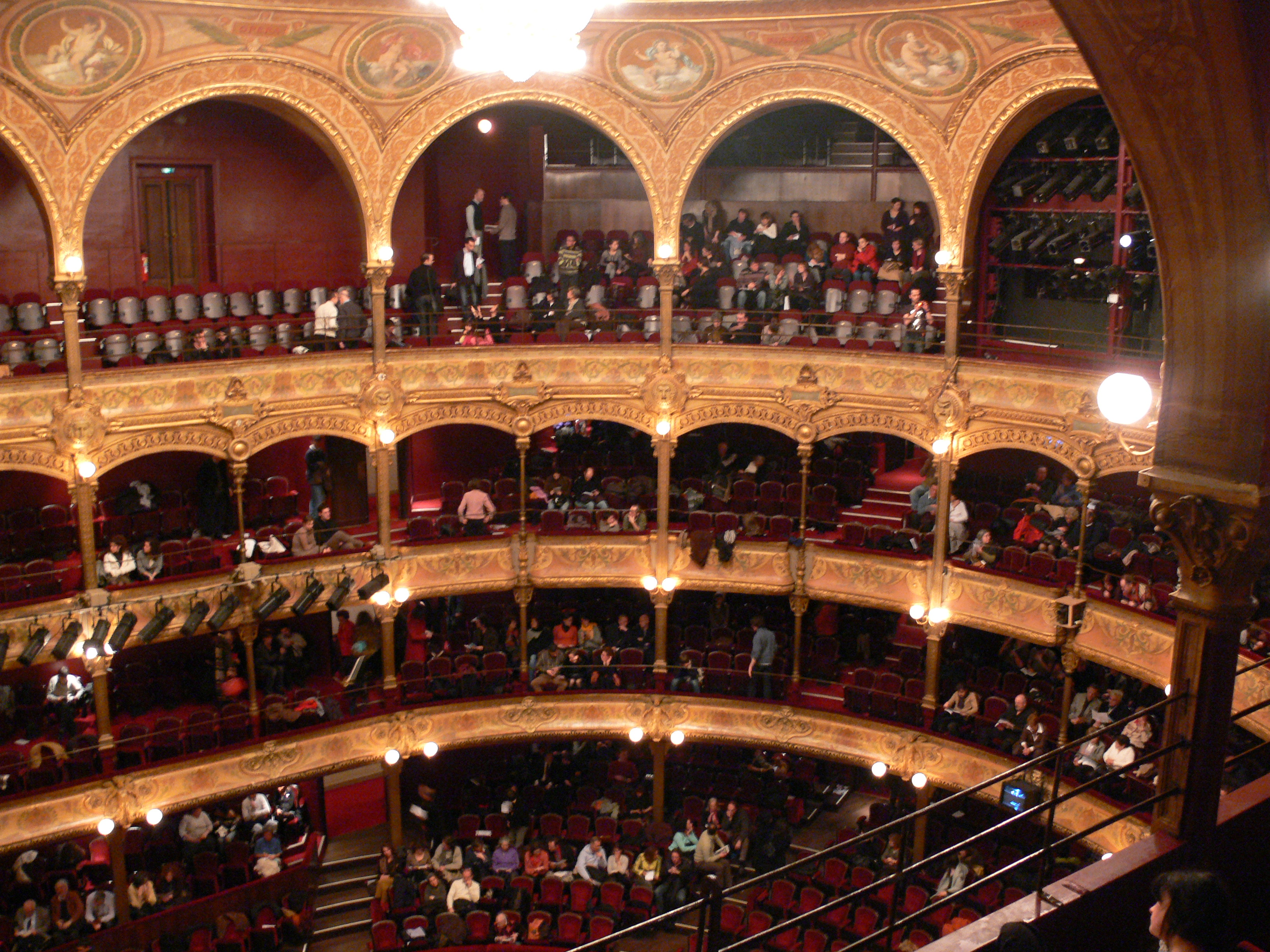
Nhà hát năm 2008

Trong cuộc cách mạng của nghệ thuật đầu thế kỷ 20, nhà hát Châtelet cũng ghi những dấu ấn của mình. Năm 1909, đoàn ba lê Nga Ballets Russes bắt đầu trình diễn ở Paris với buổi tối 19 tháng 5 trở thành cột mốc lịch sử của nghệ thuật múa. Các nghệ sĩ Tamara Karsavina, Anna Pavlova và Vaslav Nijinsky trong những bộ trang phục và đạo cụ của Alexandre Benois, Léon Bakst nhận được sự đón nhận nồng nhiệt của công chúng Paris. Vài ngày sau, Feodor Chaliapin xuất hiện trên sân khấu Châtelet trong vai Ivan Bạo chúa trong tác phẩm của Nikolai Rimsky-Korsakov.
Năm 1910, ông bầu Gabriel Astruc của nhà hát giới thiệu đoàn Metropolitan Opera đến từ New York do Arturo Toscanini chỉ huy. Năm 1911, Gabriele D'Annunzio và Claude Debussy cho trình diễn Le Martyre de saint Sébastien. Cũng vào khoảng thời gian này, đoàn Ballets Russes quay lại nhà hát với các vở Le Spectre de la rose của Carl Maria von Weber và Petrushka của Igor Stravinsky. Vào năm 1917, Ballets Russes còn trở lại nhà hát Châtelet một lần nữa với Parade dựa trên đề tài của Jean Cocteau, âm nhạc của Erik Satie, Léonide Massine biên đạo và Pablo Picasso trang trí sân khấu.
Từ năm 1928 tới 1966, Maurice Lehmann giữ vai trò giám đốc nhà hát. Chính tại Châtelet, công chúng Paris được thưởng thức những vở diễn nổi tiếng từ Broadway, như Mississippi Show Boat của Oscar Hammerstein II và Jerome Kern, The New Moon của Sigmund Romberg. Trong khoảng thời gian 1933, 1934, nhà hát đón nhiều nghệ sĩ Nga như Fédor Chaliapine, Léonide Massine trong đoàn Ballet Russe de Monte Carlo. Những thập niên tiếp theo, nhà hát Châtelet tiếp tục biết đến thành công nhờ các vở Valses de Vienne (1941), L'Auberge du cheval blanc (1948), Le Chanteur de Mexico (1951), Méditerranée (1955), Monsieur Carnaval (1965)... và là nơi trình diễn của các giọng ca Fernandel, Luis Mariano, Tino Rossi, Georges Guétary.

### Đương đại
Năm 1979, nhà hát đóng cửa để sửa chữa. Khi mở cửa trở lại vào năm 1980, Châtelet trở thành nhà hát của thành phố. Nhiều liên hoan văn hóa, như Liên hoan Mùa thu, khiêu vũ, thơ, nhạc jazz... được tổ chức ở đây. Châtelet vẫn tiếp tục giới thiệu nhiều loại hình nghệ thuật đa dạng: opera, kịch, múa, hòa nhạc... Vào năm 1989 và 1999, nhà hát hai lần được sửa chữa và hiện đại hóa. Từ khoảng đầu thập niên 2000, Châtelet cùng với Radio-France, Orchestre Philharmonique sản xuất các chương trình nghệ thuật.